# Simon Renucci
Simon Renucci (ur. 29 marca 1945 w Cozzano) – francuski i korsykański polityk oraz lekarz, mer Ajaccio, parlamentarzysta.

## Życiorys
Ukończył studia medyczne w Marsylii, specjalizował się w pediatrii, praktykował w tym zawodzie w Ajaccio.
Należał do ogólnokrajowej Partii Socjalistycznej, wystąpił z niej w latach 90. W 1996 założył własne regionalne ugrupowanie socjaldemokratyczne Corse Social-Démocrate. W 1997 po raz pierwszy bez powodzenia ubiegał się o mandat poselski.
W 1998 został deputowanym do Zgromadzenia Korsyki (zasiadał tam do 2002 i przez miesiąc w 2004). Również w 1998 wszedł w skład rady departamentu Korsyka Południowa (do 2001). W 2000 wybrany na radnego Ajaccio, rok później objął urząd mera tej miejscowości, ponownie powołany na tę funkcję w 2008, pełnił ją do 2014.
W 2002 i 2007 był wybierany do Zgromadzenia Narodowego XII i XIII kadencji. W 2012 nie uzyskał reelekcji.